# Bystrzyk detrytusowiec
Bystrzyk detrytusowiec (Rugilus erichsonii) – gatunek chrząszcza z rodziny kusakowatych i podrodziny żarlinków.
Gatunek ten został opisany w 1867 roku przez Alberta Fauvela jako Stilicus erichsonii.
Chrząszcz o smukłym i trochę wypukłym ciele długości od 3,5 do 4 mm. Ubarwiony jest czarno z czerwonożółtymi czułkami, narządami gębowymi i odnóżami. Głaszczki szczękowe są żółtoczerwone. Duża, wyraźnie szersza od pokryw głowa ma szorstko i bardzo gęsto punktowaną powierzchnię, wargę górną zaopatrzoną w dwa ząbki oraz skroń w widoku z góry nie dłuższą od długości oka. Czułki są krępe, o czwartym członie wyraźnie dłuższym niż szerszym. Przedplecze ma kolor czarny lub brunatnoczarny, a powierzchnię punktowaną z wyjątkiem gładkiego, szerokiego, podzielonego podłużną bruzdą pasa środkowego. Pokrywy są trochę dłuższe i szersze od przedplecza, a ich tylne brzegi są jasne. Odnóża charakteryzuje pierwszy człon tylnych stóp 3,5–4 raza dłuższy niż u wierzchołka szeroki. Samiec ma piąty sternit odwłoka z niewyraźnym, podłużnym wgnieceniem bez czarnych i długich włosków po bokach.
Owad znany z Hiszpanii, Irlandii, Wielkiej Brytanii, Francji, Belgii, Holandii, Niemiec, Danii, Szwecji, Norwegii, Finlandii, Szwajcarii, Austrii, Włoch, Łotwy, Litwy, Polski, Czech, Słowacji, Węgier, Bośni i Hercegowiny, Rumunii, Macedonii, Grecji, Rosji i Bliskiego Wschodu. Zasiedla pobrzeża wód, wilgotne łąki, tereny otwarte i wilgotne stanowiska leśne. Bytuje w ściółce, pod mchem i pod rozkładającymi się szczątkami roślinnymi.